# Matthew Perry (Schauspieler)

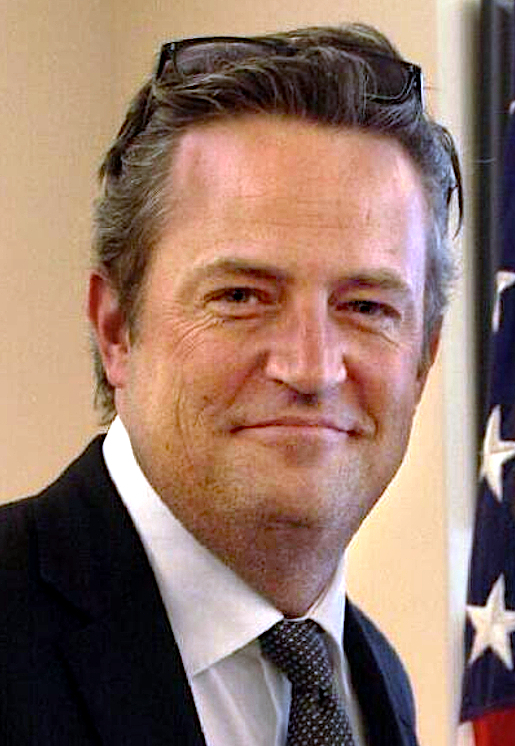
Matthew Perry (2013)

Matthew Langford Perry (* 19. August 1969 in Williamstown, Massachusetts; † 28. Oktober 2023 in Los Angeles, Kalifornien) war ein US-amerikanisch-kanadischer Schauspieler, der durch seine Rolle als Chandler Bing in der Fernsehserie Friends (1994–2004) bekannt wurde.

## Leben

### Kindheit
Matthew Perry wurde 1969 in Massachusetts als Sohn des Schauspielers John Bennett Perry (* 1941) und dessen Frau Suzanne Marie Langford (* 1948) geboren. Nach der Scheidung seiner Eltern heiratete die Mutter den NBC-Nachrichtensprecher Keith Morrison; aus dieser Ehe hat Perry fünf Halbgeschwister.
Nach der Scheidung wuchs Matthew Perry zunächst in der kanadischen Hauptstadt Ottawa bei seiner Mutter und seinem Stiefvater auf. Er besuchte dort die Rockcliffe Park Public School und anschließend das Ashbury College, eine koedukative Privatschule mit Internat. Als Fünftklässler verprügelte Perry eigenen Angaben zufolge den späteren kanadischen Premierminister Justin Trudeau, der dieselbe Schule besuchte. In dieser Zeit spielte er erfolgreich Tennis für Kanada, wobei er es in der nationalen Jugendrangliste als Einzelspieler auf Platz 17 und im Doppel auf Platz drei schaffte.
Mit 15 Jahren zog er nach Los Angeles, wo sein Vater lebte und arbeitete. Hier besuchte Perry die Buckley School, eine bekannte private High School, und stand dort für mehrere Schulaufführungen auf der Bühne.

### Karriere
Bald nach seinem Umzug nach Los Angeles begann der Jugendliche, sich um Rollen in Hollywoods Filmindustrie zu bewerben. Seine Karriere begann beim Fernsehen, wo er vor allem mit seinem komödiantischen Talent überzeugte. Nach einigen Gastauftritten in diversen Fernsehserien war er 1987 in dem Fernsehfilm Morning Maggie zu sehen. Von 1987 bis 1988 spielte er eine Hauptrolle in der Serie Second Chance, die nach Muammar al-Gaddafis gewaltsamem Tod im Jahr 2011 im Internet zu spätem Ruhm gelangte: In der Eröffnungsszene der Pilotfolge tritt Gaddafi vor Petrus, der ihn in die Hölle schickt.

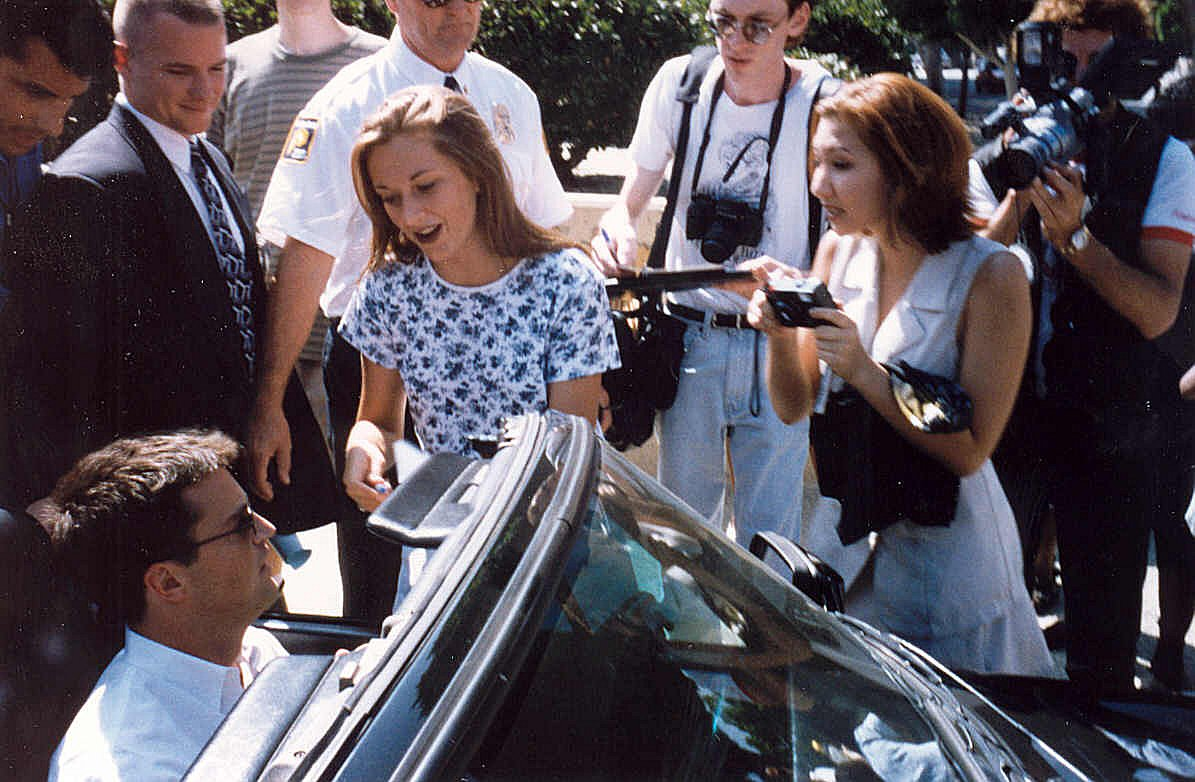
Matthew Perry (links unten) im Jahr 1995 mit Fans

1988 war Perry in dem Film Jimmy Reardon an der Seite von River Phoenix zu sehen. Weitere Auftritte folgten in dem Film Hände weg von meiner Tochter und den Serien Home Free und Sydney. 1989 war Perry in drei Episoden der Serie Unser lautes Heim zu sehen. Den internationalen Durchbruch schaffte er 1994 mit der Rolle des Chandler Bing in der Sitcom Friends, die über 237 Folgen bis 2004 lief. Perry war der letzte der sechs Hauptdarsteller, der engagiert wurde, da es sich zuvor als sehr schwierig erwiesen hatte, die Rolle des Chandler passend zu besetzen.
Für seine schauspielerische Leistung wurde er 2002 für einen Emmy nominiert. Perry ist der einzige der Friends-Hauptdarsteller, der nie für die Goldene Himbeere nominiert wurde. Sein Vater hatte 1998 einen Gastauftritt in der Serie. Perry erhielt pro Folge bis zu 1,1 Millionen US-Dollar. Er verdiente auch weiterhin durch Friends, wenn die Serie erneut im Fernsehen ausgestrahlt wurde.
1997 standen Perry und sein Vater John für die Filmkomödie Fools Rush In – Herz über Kopf mit Salma Hayek vor der Kamera. Ein Jahr später war Perry in Fast Helden zu sehen. 1999 trat er mit Neve Campbell und Dylan McDermott in der romantischen Komödie Ein Date zu dritt auf. Hier mimte er einen Architekten, der sich in die Freundin seines eifersüchtigen Chefs verliebt, allerdings ahnt keiner der beiden etwas davon, da sie ihn für homosexuell halten.
Perry wurde ursprünglich die Rolle des Col. Don West in dem Science-Fiction-Film Lost in Space (1998) angeboten. Der Part wurde aber letztlich von seinem Friends-Kollegen Matt LeBlanc übernommen. Den Kinofilmen mit Perry als Hauptdarsteller war insgesamt weniger Erfolg beschieden als Friends, sodass er in späteren Hollywood-Filmen vor allem Nebenrollen spielte.
In dem Disney-Film The Kid – Image ist alles (2000) hatte Perry einen Cameo-Auftritt als Informatiker Mr. Vivian. In Keine halben Sachen aus demselben Jahr spielt Perry einen Zahnarzt, den seine eigene Frau töten lassen will. Zum Ensemble des Films gehörten außerdem Amanda Peet als Sprechstundenhilfe, Bruce Willis als ehemaliger Auftragskiller und Natasha Henstridge als dessen Frau. 2004 folgte die Fortsetzung Keine halben Sachen 2 – Jetzt erst recht!. Im selben Jahr spielten Matthew und John Perry in einer Folge der Serie Scrubs – Die Anfänger Vater und Sohn.

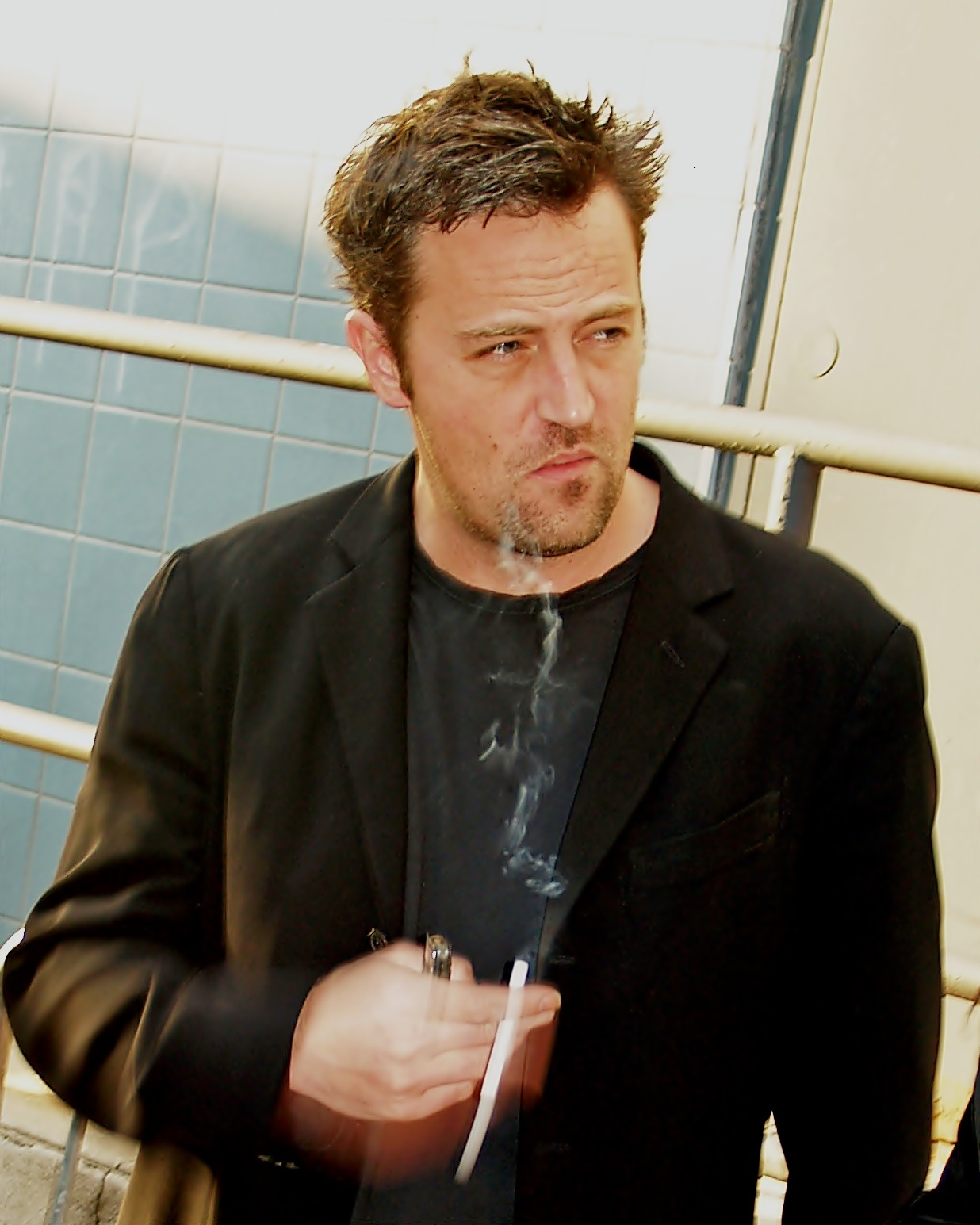
Matthew Perry (2007)

Im Jahr 2003 verkörperte Perry in drei Folgen der vielfach prämierten Serie The West Wing – Im Zentrum der Macht in einer Gastrolle die Figur des Joe Quincy. Perry war laut seinem Pressesprecher ein großer Anhänger der Serie und wurde für seine Leistung sowohl 2003 als auch 2004 jeweils für einen Emmy nominiert.
2009 stand er mit Zac Efron für 17 Again – Back to High School vor der Kamera. Er spielt den 37 Jahre alten Mike und Efron sein 17-jähriges Ich. 2011 kehrte Perry als Hauptdarsteller in Comedy-Serien auf den Bildschirm zurück, wobei den ersten Versuchen nur wenig Erfolg beschieden war. Zunächst spielte er in Mr. Sunshine den Manager einer Sportarena; die Serie wurde nach einer halben Staffel eingestellt.
Es folgte zwischen 2012 und 2013 die Comedyserie Go On für den Fernsehsender NBC, in der Perry einen Sportreporter spielte, der nach dem Tod seiner Frau einer Selbsthilfegruppe beitrat. Auch sie wurde trotz überwiegend positiver Kritiken im Mai 2013 nach einer Staffel eingestellt. Hierbei stand er in einer Folge zum ersten Mal nach Friends wieder mit seiner langjährigen Kollegin Courteney Cox vor der Kamera. Ab 2015 spielte er die Rolle des Oscar Madison in der Fernsehserie Odd Couple, einer Neuauflage der 1970er-Jahre-Serie Männerwirtschaft, die 2017 nach drei Staffeln eingestellt wurde. Im selben Jahr war er als Ted Kennedy in der Miniserie Die Kennedys: After Camelot zu sehen, außerdem in drei Folgen von The Good Fight. Danach trat er nicht mehr als Schauspieler in Erscheinung.
Gemeinsam mit Andrew Hill Newman gründete Perry die Produktionsfirma Velveteen Productions, die eng mit Warner Bros. zusammenarbeitet. Für den 2021 erschienenen Film Friends: The Reunion erhielten die Hauptdarsteller laut Berichten 2,5 Millionen Dollar.

### Autobiografie, Drogen- und Alkoholsucht und weitere Erkrankungen
Perry war über Jahrzehnte schwer suchtkrank. In seinen im November 2022 erschienenen Memoiren Friends, Lovers and the Big Terrible Thing, die er nach eigenen Angaben ohne Ghostwriter schrieb, berichtet Perry von seiner jahrzehntelangen Drogen- und Alkoholsucht und davon, wie diese ihn beinahe das Leben gekostet habe. Alkoholabhängig sei er mit 18 geworden, als er täglich zu trinken begann. Durch Alkohol fühlte er sich „nicht verlassen“, vergaß den ständigen Streit mit seiner Mutter und schulische Probleme, fragte sich nicht, „worum es im Leben ging […]. Alles war weggespült.“ Bis zum Jahr 2022, ein Jahr, nachdem er eigenen Angaben zufolge clean geworden war, hatte er laut seinen Memoiren 64 Entzugskuren, 15 Rehas, einen Aufenthalt in einer Psychiatrie, rund 6000 Treffen der Anonymen Alkoholiker und 14 teils schwere Operationen durchgemacht.
Hinzu kam Medikamentenmissbrauch: Perrys permanenter Tablettenkonsum – unter anderem Oxycontin, Xanax und Hydrocodon – begann, nachdem er wegen eines Unfalls bei Dreharbeiten zu dem Film Fools Rush In – Herz über Kopf (1997) an der Bauchspeicheldrüse hatte operiert werden müssen, weshalb er starke Schmerzmittel bekam, die bei Perry ein High auslösten, nach dem er nach eigener Aussage fast sofort süchtig wurde. 2018 platzte sein Dickdarm; nach der Operation folgten eine Lungenentzündung und zwei Wochen im Koma – Ärzte hätten ihm, so Perry, eine Überlebenschance von zwei Prozent gegeben. Anschließend folgte eine Behandlung in einer Klinik am Genfersee, wo das verabreichte Propofol bei ihm zu einem Herzstillstand führte. Wegen der Darmerkrankung bzw. der erfolgten Operationen trug er neun Monate einen Stomabeutel.
Im Verlauf seines Lebens habe er, so Perry 2022, „gut und gern sieben Millionen Dollar dafür ausgegeben, clean zu werden“. Er habe sein „halbes Leben in irgendwelchen Suchtkliniken oder Einrichtungen verbracht“. Teilweise sei er für Dreharbeiten von der Klinik ins Studio gefahren und zurück. Den Vertrag für die Staffeln sechs und sieben von Friends unterschrieb er „mit einer Infusionsnadel im Arm und Dilaudid im Hirn“. Am Set von Friends konnte er „niemandem davon erzählen“, jedoch habe ihm Jennifer Aniston zu verstehen gegeben, dass sie um seine Alkoholsucht wisse, da man seine Alkoholfahne riechen könne. Nur während der neunten Staffel sei er nüchtern gewesen.
Den Suchtverlauf könne man an seinem Gewicht in Friends nachvollziehen: „Bin ich dick, ist es der Alkohol, bin ich dünn, sind es die Tabletten.“ Das Ende von Friends 2004 zog ihn noch tiefer herunter: Die Serie habe ihm „einen Grund gegeben, jeden Morgen aufzustehen und es am Abend davor etwas ruhiger angehen zu lassen.“ Dies fiel nun weg. Auf dem Tiefpunkt nahm Perry 55 Tabletten Opioide am Tag, verlor alle oberen Zähne und magerte auf 58 Kilo ab. 
In Interviews im Jahr 2022 mit abc, New York Times und GQ erklärte er, dass er mit der Aufklärung zu seiner Drogen- und Alkoholsucht anderen helfen wolle. „Man muss erst berühmt werden, um zu erkennen, dass weder Geld noch Ruhm glücklich machen“.
2011 war Perry als Fürsprecher von Drug Courts vor dem US-Kongress geladen. Zwei Jahre später erhielt er vom Office of National Drug Control Policy eine Auszeichnung für seine Eröffnung eines Drogenentzugshauses in einer seiner Immobilien in Malibu. Aus Kostengründen schloss Perry 2015 die Einrichtung und erklärte, sie an einen günstigeren Ort verlegen zu wollen.

### Privates und Tod
Perry hatte in den 1990er-Jahren eine kurze Beziehung mit Julia Roberts, von 2006 bis 2012 war er in einer Beziehung mit Lizzy Caplan. Eine im November 2020 bekanntgemachte Verlobung mit der Literaturagentin Molly Hurwitz wurde im darauffolgenden Jahr aufgelöst.
Perry wurde im Oktober 2023 im Alter von 54 Jahren tot im Whirlpool seines Hauses in Los Angeles aufgefunden. Ein Verbrechen wurde ausgeschlossen. Er wurde auf dem Forest Lawn Memorial Park (Hollywood Hills) beerdigt. Perry starb laut offiziellem Obduktionsbericht an den Auswirkungen von Ketamin in Zusammenhang mit einer Herzerkrankung, wie die Gerichtsmedizin von Los Angeles am 15. Dezember 2023 mitteilte. Es sei wahrscheinlich, dass er das Bewusstsein verloren habe und dadurch ertrunken sei. Der Tod wurde als Unfall eingestuft. Perry hatte sich mit intravenösem Ketamin gegen Depressionen behandeln lassen.
Da die letzte legale Injektion im Rahmen der Therapie allerdings zum Zeitpunkt seines Todes bereits längere Zeit zurücklag und Perry im Sommer 2023 gesagt hatte, er sei seit 19 Monaten „clean“, gingen Ermittler davon aus, dass Perry die tödliche Dosis Ketamin auf illegalem Weg erhielt; im August 2024 wurden daher fünf Personen, darunter Perrys Assistent, der zeitweilig im Haus Perry lebte, von der Staatsanwaltschaft Los Angeles angeklagt, für den Tod des Schauspielers mitverantwortlich zu sein, da sie seine Suchterkrankung ausgenutzt hätten, um sich zu bereichern, obwohl sie wussten, dass sie Perry in Lebensgefahr brachten. Drei der Angeklagten, darunter zwei Ärzte, bekannten sich schuldig und sagten aus. Die Staatsanwaltschaft erklärte, dass Perry im Herbst 2023 „wieder der Sucht verfallen“ war, nachdem er sich einer regulären Ketamin-Therapie unterzogen hatte. Im September 2023 habe Perry seinen Assistenten gebeten, Ketamin auf illegalem Weg zu beschaffen, was dieser auch getan habe. Vor seinem Tod habe sich Perry laut Aussage seines Assistenten sechs- bis achtmal am Tag Ketamin spritzen lassen.

## Filmografie (Auswahl)

### Fernsehen
- 1979: 240-Robert (eine Folge)
- 1987–1988: Second Chance (21 Folgen)
- 1988: Dance ’Til Dawn (Fernsehfilm)
- 1988: Ein Engel auf Erden (Highway to Heaven, 2 Folgen)
- 1989: Unser lautes Heim (Growing Pains, 3 Folgen)
- 1990: Wer ist hier der Boss? (Who’s the Boss?, eine Folge)
- 1990: Die Patty-Duke-Story (Call Me Anna, Fernsehfilm)
- 1990: Sydney (13 Folgen)
- 1991: Beverly Hills, 90210 (Folge 1x19)
- 1993: Deadly Relations (Fernsehfilm)
- 1993: Home Free (13 Folgen)
- 1994: Tödliches Klassentreffen (Parallel Lives, Fernsehfilm)
- 1994–2004: Friends (234 Folgen)
- 1995: Nachtschicht mit John (The John Larroquette Show , eine Folge)
- 1995: Caroline in the City (Folge 1x06)
- 2001: Friends – The Stuff You’ve Never Seen (Fernsehfilm)
- 2002: Ally McBeal (2 Folgen)
- 2003: The West Wing – Im Zentrum der Macht (The West Wing, 3 Folgen)
- 2004: Scrubs – Die Anfänger (Scrubs, eine Folge, auch Regie)
- 2006: The Ron Clark Story (Fernsehfilm)
- 2006–2007: Studio 60 on the Sunset Strip (22 Folgen)
- 2011: Mr. Sunshine (13 Folgen)
- 2012–2013: Go On (22 Folgen)
- 2012–2013: Good Wife (The Good Wife, 4 Folgen)
- 2015–2017: Odd Couple (The Odd Couple, 38 Folgen)
- 2017: The Kennedys: After Camelot (Miniserie)
- 2017: The Good Fight (3 Folgen)
- 2021: Friends: The Reunion (Fernseh-Special)

### Kino
- 1988: Jimmy Reardon (One Night In The Life Of Jimmy Reardon)
- 1989: Hände weg von meiner Tochter (She’s Out Of Control)
- 1994: Kamikaze College (Getting In)
- 1997: Fools Rush In – Herz über Kopf (Fools Rush In)
- 1998: Fast Helden (Almost Heroes)
- 1999: Ein Date zu dritt (Three to Tango)
- 2000: Keine halben Sachen (The Whole Nine Yards)
- 2000: The Kid – Image ist alles (The Kid)
- 2002: Mann umständehalber abzugeben oder Scheidung ist süß (Serving Sara)
- 2004: Keine halben Sachen 2 – Jetzt erst recht! (The Whole Ten Yards)
- 2007: Nur die Liebe hilft (Numb)
- 2008: Birds of America
- 2009: 17 Again – Back to High School (17 Again)

## Auszeichnungen
Für seine Rolle in Friends wurde Perry mit folgenden Preisen ausgezeichnet/nominiert:
- 1996: American Comedy Awards – Witzigster Nebendarsteller (nominiert)
- 1999, 2000, 2001, 2002, 2003, 2004: Screen Actors Guild Awards – Bestes Ensemble in einer Comedyserie (nominiert mit Jennifer Aniston, Courteney Cox, Lisa Kudrow, Matt LeBlanc und David Schwimmer)
- 2000: TV Guide Awards – Die Wahl des Herausgebers
- 2002: Kids Choice Awards – Lieblings-Fernsehschauspieler (nominiert)
- 2002: Emmy Awards – Bester Hauptdarsteller in einer Comedyserie (nominiert)
- 2004: Teen Choice Awards – Lieblings-Fernsehschauspieler (nominiert)
- 2006: TV Land Awards – Die schönste Hochzeit (mit Courteney Cox nachträglich nominiert)

Für seine Gastrolle in der Dramaserie The West Wing – Im Zentrum der Macht wurde er für folgende Preise nominiert:
- 2003, 2004: Emmy Awards – Bester Gaststar in einer Dramaserie

Für seine Rolle in Studio 60 on the Sunset Strip wurde er mit folgenden Preisen ausgezeichnet/nominiert:
- 2006: Satellite Awards – Bester Schauspieler in einer Dramaserie (nominiert)

Für seine Rolle in The Ron Clark Story wurde er mit folgenden Preisen ausgezeichnet/nominiert:
- 2007: Screen Actors Guild Awards – Bester Schauspieler in einem TV-Film (nominiert)
- 2007: Golden Globes – Bester Schauspieler in einem TV-Film (nominiert)
- 2007: Emmy Awards – Bester Schauspieler in einem TV-Film (nominiert)

## Buchveröffentlichung
- Friends, Lovers, and the Big Terrible Thing. Headline, London 2022. ISBN 978-1-4722-9594-1